# 名古屋市立富田高等学校
名古屋市立富田高等学校（なごやしりつとみだこうとうがっこう）は、愛知県名古屋市中川区富田町榎津字上鵜垂111にある市立高等学校である。
一般的な略称は、富田、富高。生徒のことを「富田高校の生徒」の略称として、富高生と呼ぶことがある。

## 概要
所在地
- 愛知県名古屋市中川区富田町榎津字上鵜垂111

アクセス
- 近鉄名古屋線 伏屋駅から徒歩で約8分。
- 名古屋市営バス「伏屋橋」停留所から徒歩で約7分。
- 名古屋市営バス「富田高校」停留所から徒歩ですぐ。

学校周辺
- 学校のすぐそばを新川が流れている。

## 沿革
- 1974年（昭和49年）：設置。
- 1994年（平成6年）：人文・英語・理数系の3コースを設置。
- 2005年（平成17年）：人文特別クラスを新設。

## 部活動・同好会

### 運動部
- 野球部
- サッカー部
- バレーボール部
- バスケットボール部
- バドミントン部
- テニス部
- ソフトテニス部
- 水泳部
- 剣道部
- ハンドボール部
- 卓球部
- 陸上部

### 文化部
- 吹奏楽部
- 合唱部
- 美術部
- 演劇部
- ESS部
- 写真部
- 茶華道部
- 家庭部
- 科学部
- 文芸部
- JRC部
- 書道部
- カメラ部

## 著名な出身者
- 玉木宏
- 加藤和樹
- KOUHEI（04 Limited Sazabys）
- 沢口愛華
- 大東めぐみ（中退）